# フランク・ジョンストン
フランク・ジョンストンとして知られる、フランシス・ハンス・ジョンストン（英語: Frank Johnston、Francis Hans Johnston、1925年からフランツ・ジョンストン（Franz Johnston）の名前で活動、1888年6月13日 – 1949年7月9日）はカナダの画家である。カナダの風景画家のグループ、グループ・オブ・セブンのメンバーの一人である。

## 略歴
トロントで生まれた 。トロントの専門学校（Central Technical School）でグスタフ・ハーン(Gustav Hahn: 1866-1962)に学んだ後、トロントの美術学校（Central Ontario School of Art)でウィリアム・クルックシャンク(William Cruikshank: 1848/9-1922)やジョージ・アグニュー・リードに学んだ。
1908年に後にグループ・オブ・セブンを設立することになるJ・E・H・マクドナルドやフレデリック・ヴァーリーらも働いた美術出版の会社、Grip Ltd.にデザイナーとして雇われた。1910年にアメリカに移り、フィラデルフィアで学び、ニューヨークで商業美術のデザイナーとして働いた。1915年にトロントに戻り、デザイナーの仕事の余暇にトロントの近郊をスケッチ旅行して風景画を描くようになった。第一次世界大戦が始まると、1918年にカナダ戦争記念局(Canadian War Memorials)の依頼で、ヨーロッパに派遣されるパイロットの訓練に関する絵を描いた。
1916年に美術愛好家の医師ジェームズ・マッカラムに勧められて、オンタリオ州北部の町、ハースト(Hearst)に写生旅行した。1918年からはローレン・ハリスやJ・E・H・マクドナルドと一緒に、オンタリオ州北部のアルゴマ地区への写生旅行に参加した。
速乾性の油絵具を使うこともあり 、他のメンバーよりも多くの作品を描き、1919年にトロント美術館で開かれたアルゴマを描いた作品展では60点もの作品を出展した。グループ・オブ・セブンから独立した活動をはじめ、数か月後には別の画廊で200点もの作品を展示した個展を開いた。1920年のグループ・オブ・セブンのグループ展には参加したが、1921年にはトロントを離れ、マニトバ州ウィニペグの美術学校の校長になった。
1925年により「exotic」な名前のフランツ・ジョンストンで活動するようになった。1927年までにトロントに戻り、オンタリオ美術大学(Ontario College of Art)と改称した母校の校長になった。風景画のスタイルもより伝統的なスタイルに移った。
1941年にトロントで没した。

## 作品

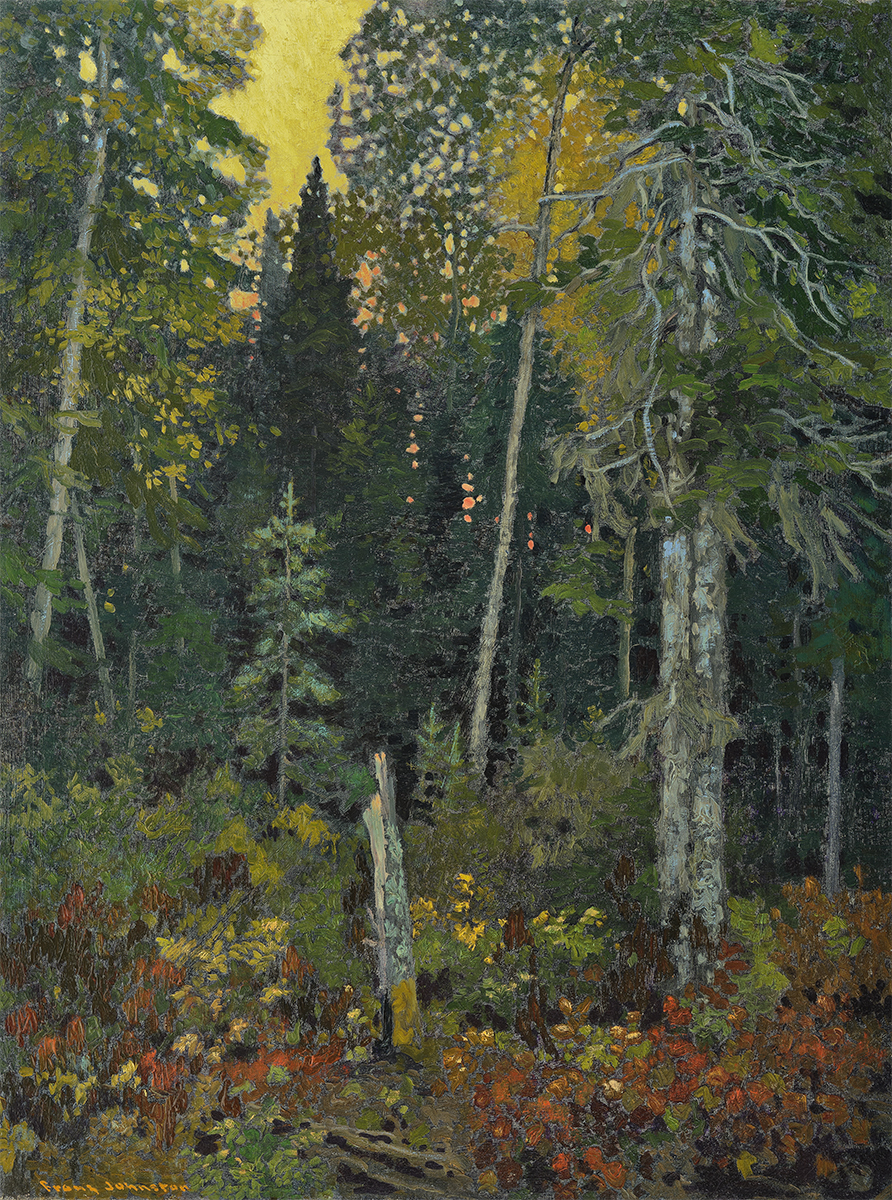
林の日没(1918) McMichael Canadian Art Collection
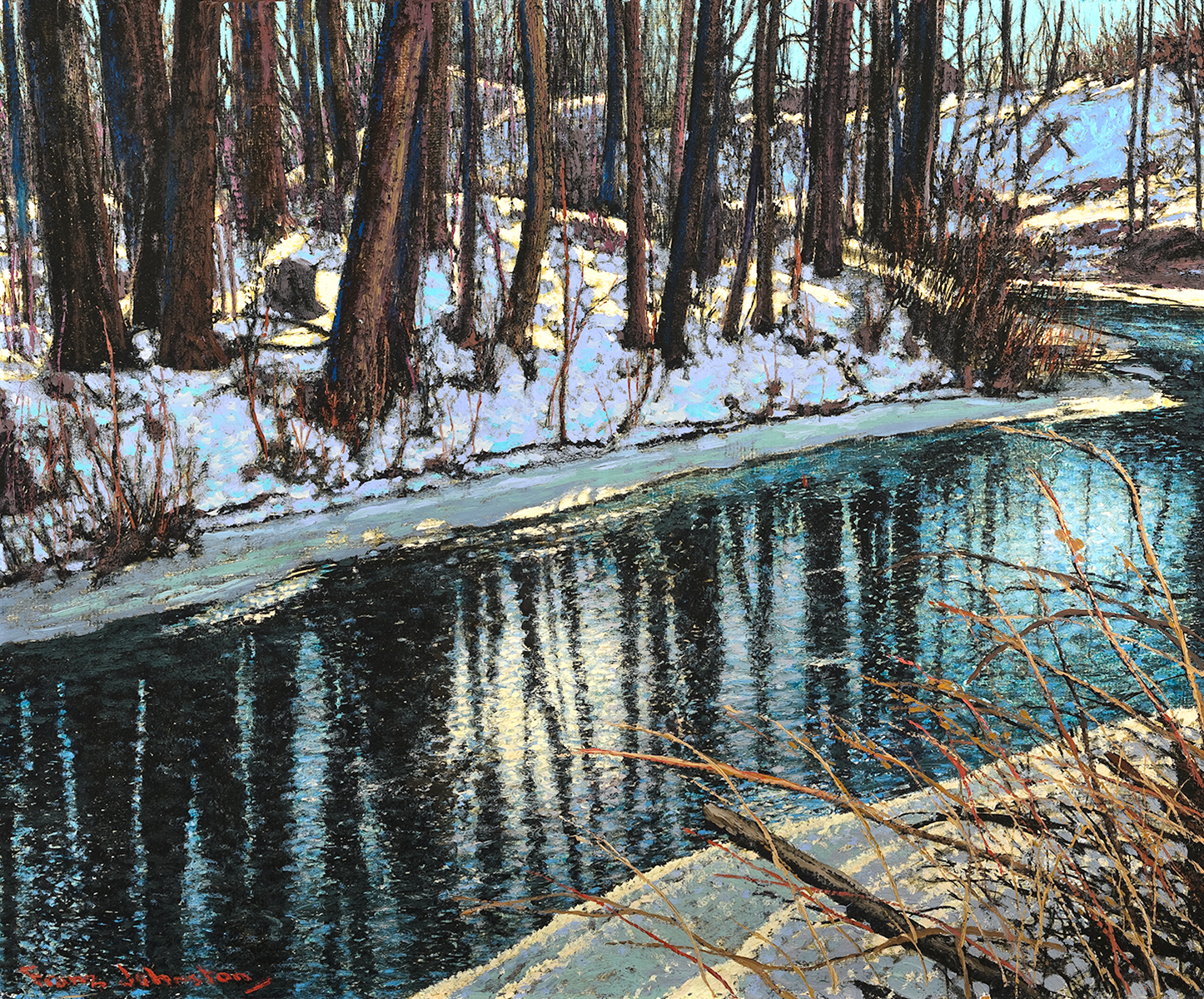
"Reflections" McMichael Canadian Art Collection
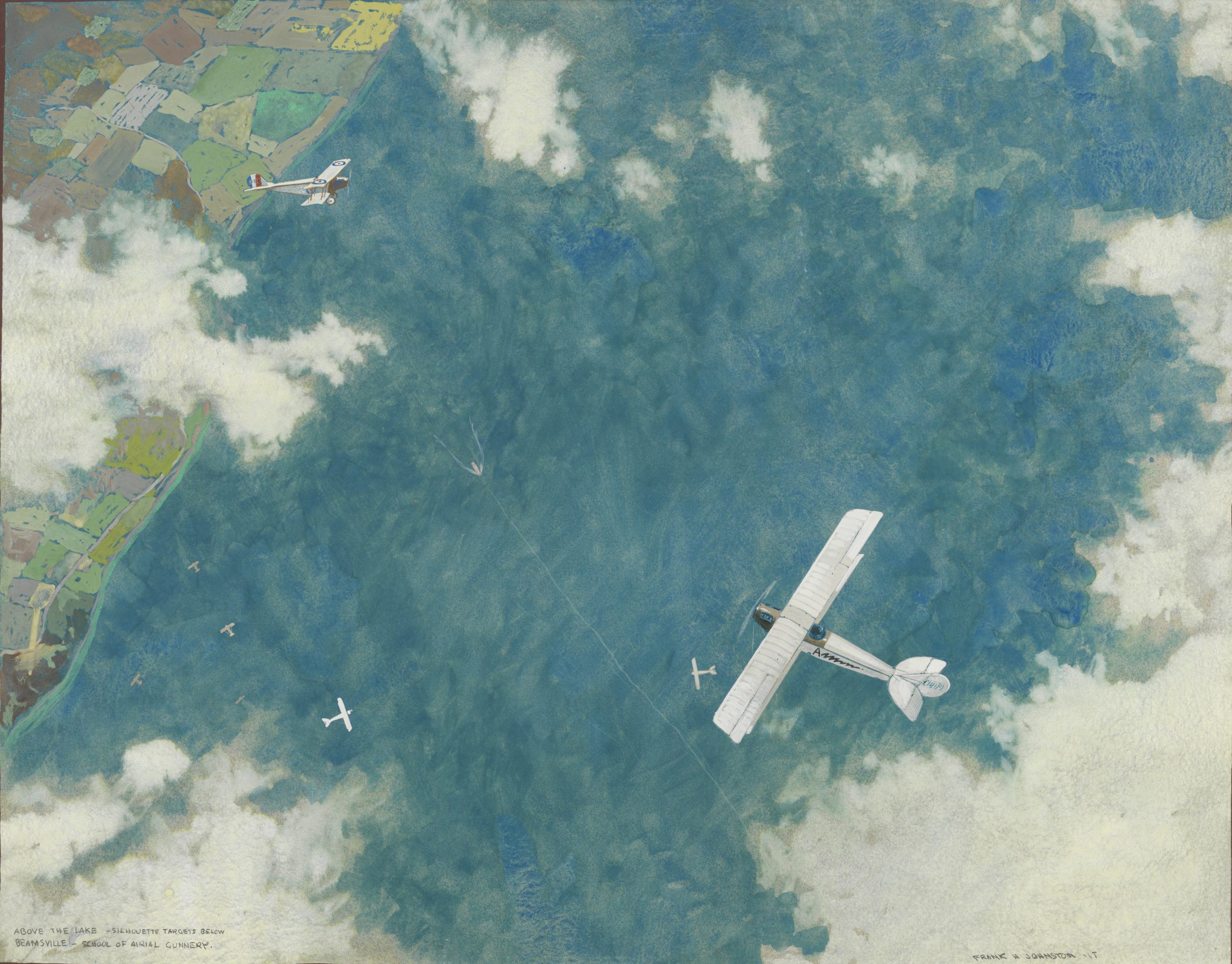
戦争時の絵
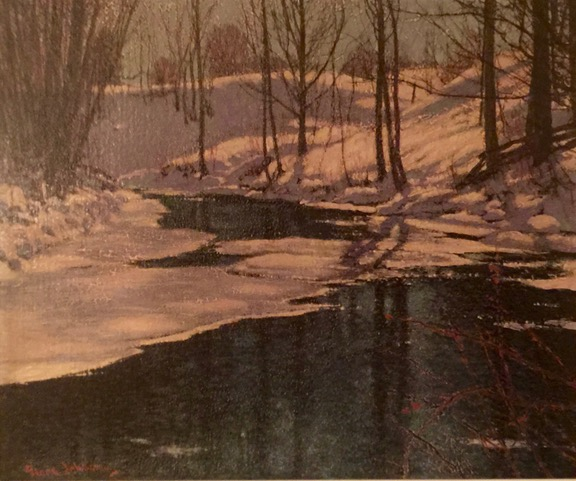
"Pools of Sapphire" (1941)